# Oleoducto Druzhba
El oleoducto Druzhba (en ruso: нефтепровод Дружба) es el oleoducto más largo del mundo (siendo el segundo el oleoducto Bakú-Tiflis-Ceyhan). Se construyó en la URSS en 1964 para transportar petróleo desde Rusia central hasta puntos alejados 4.000 km al oeste. El nombre «Druzhba» significa «amistad», y alude al hecho de que el oleoducto se construyó para suministrar petróleo a las regiones occidentales más necesitadas de energía de la Unión Soviética, a los aliados socialistas del antiguo Bloque del Este y a Europa Occidental. En la actualidad es la arteria más importante para el transporte de petróleo ruso (y kazajo) a lo largo de Europa.
El oleoducto comienza en Samara, en el sureste de Rusia, donde recoge el petróleo de Siberia occidental, los Urales y el mar Caspio. Llega hasta Mazyr, en el sur de Bielorrusia, donde se bifurca en una rama sur y otra norte. La rama sur recorre Ucrania, Eslovaquia, la República Checa y Hungría. La rama norte cruza el resto de Bielorrusia hasta alcanzar Polonia y Alemania. Ha habido propuestas recientes para alargar esta rama hasta el puerto alemán del mar del Norte de Wilhelmshaven, que reduciría el tráfico de barcos petroleros en el mar Báltico y facilitaría el transporte del petróleo ruso hacia los Estados Unidos.
El oleoducto Druzhba tiene una capacidad de 1,2 a 1,4 millones de barriles al día. Hay obras en curso para aumentar esta capacidad en la sección comprendida entre Bielorrusia y Polonia. La empresa rusa Transneft es el operador de este oleoducto.